# Jacob Rodrigue Pereire
Pour les articles homonymes, voir Famille Pereire, Pereira et Rodrigues (homonymie).
Jacob Rodrigue Pereire (en portugais : Jacob Rodrigues Pereira) (11 avril 1715 - 15 septembre 1780) est en France un érudit et l'un des précurseurs de l'éducation des sourds et de l'orthophonie. Savant reconnu et polyglotte, il mena aussi une action politique pour défendre les droits de la communauté des « Juifs dits Portugais ».
Il est le grand-père des frères Émile et Isaac Pereire, figures du Second Empire.

## Éléments biographiques
Né à Berlanga en Espagne, en 1715, d’une famille marrane originaire de Chacim au Portugal, baptisé sous le nom de Francisco António Rodrigues, il est le fils d'Abigaïl Rivka Rodrigues et d'Abraão Rodrigues Pereira, commerçant, né à Chacim au Portugal, une localité proche de Bragance, un des grands centres du crypto-judaïsme. En 1698, Abraão s'installe en Espagne.
Ses filles (deux au moins) ainsi que deux de ses fils, Jacob et son frère cadet David, se fixent en France avec leur mère. La communauté juive de Bordeaux est à l’époque déjà suffisamment structurée pour attirer les Marranes qui veulent fuir le Portugal et faire un retour au judaïsme. Jacob Rodrigues Pereire y est circoncis à l’âge de vingt-six ans, le 8 novembre 1741.

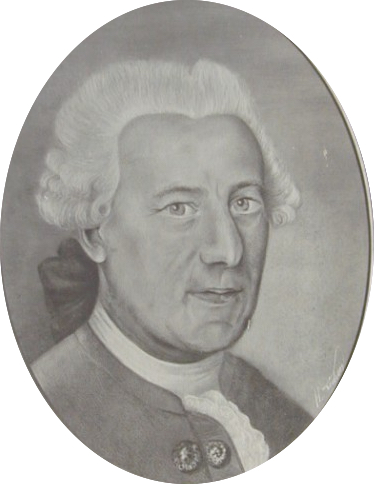
Jacob Rodrigue Pereire

Dès 1734, il se documente sur les méthodes d’éducation des sourds-muets. C’est sans doute pendant sa période bordelaise (de 1741 à 1746) qu'il apprend l’hébreu. Il quitte Bordeaux en 1746 pour suivre au collège de Beaumont-en-Auge, près de Caen, le second élève sourd-muet dont on lui confie la rééducation, le jeune d’Etavigny. Il s’y installe en juillet 1746 et y reste trois années, entrecoupées par plusieurs séjours à Paris. C’est en avril 1749 qu’il se fixe définitivement à Paris avec son élève. Son domicile sert de pension pour le jeune d’Étavigny et pour les autres élèves sourds-muets qui lui sont confiés dans les années suivantes. Pereire habite ensuite la capitale de manière ininterrompue. 
Le 5 novembre 1766, il épouse à Bordeaux une jeune fille portugaise de trente ans plus jeune que lui. Ils ont six enfants dont quatre moururent en bas âge. Il meurt à son tour le vendredi 15 septembre 1780 rue Montmartre vis-à-vis de la rue de la Jussienne (acte de décès et autorisation d'inhumer dans P. Hildenfinger Documents sur les juifs à Paris au XVIIIe siècle E. Champion Paris 1913 p. 247-248.) 

## L’œuvre de Pereire
Pereire privilégie la démutisation, la lecture sur les lèvres, l'apprentissage précoce de la lecture et utilise une dactylologie adaptée à la langue française, inspirée de l'alphabet manuel de Juan de Pablo Bonet. Il a fait l'objet d'attaques anonymes de l’abbé de L'Épée qui cherche lui aussi une reconnaissance institutionnelle dans le domaine de l'éducation des sourds. 
L’œuvre de Pereire ne se limite pas à ce seul domaine. Ses connaissances en physique et en mathématiques lui valent des honneurs et l’amitié des plus grands savants de son temps, notamment Buffon qui le cite dans son Histoire Naturelle, Réaumur et La Condamine. Ses connaissances linguistiques lui valent l’estime de Bougainville qui lui confiera l’observation et la description de la langue du Tahitien Aotourou. 

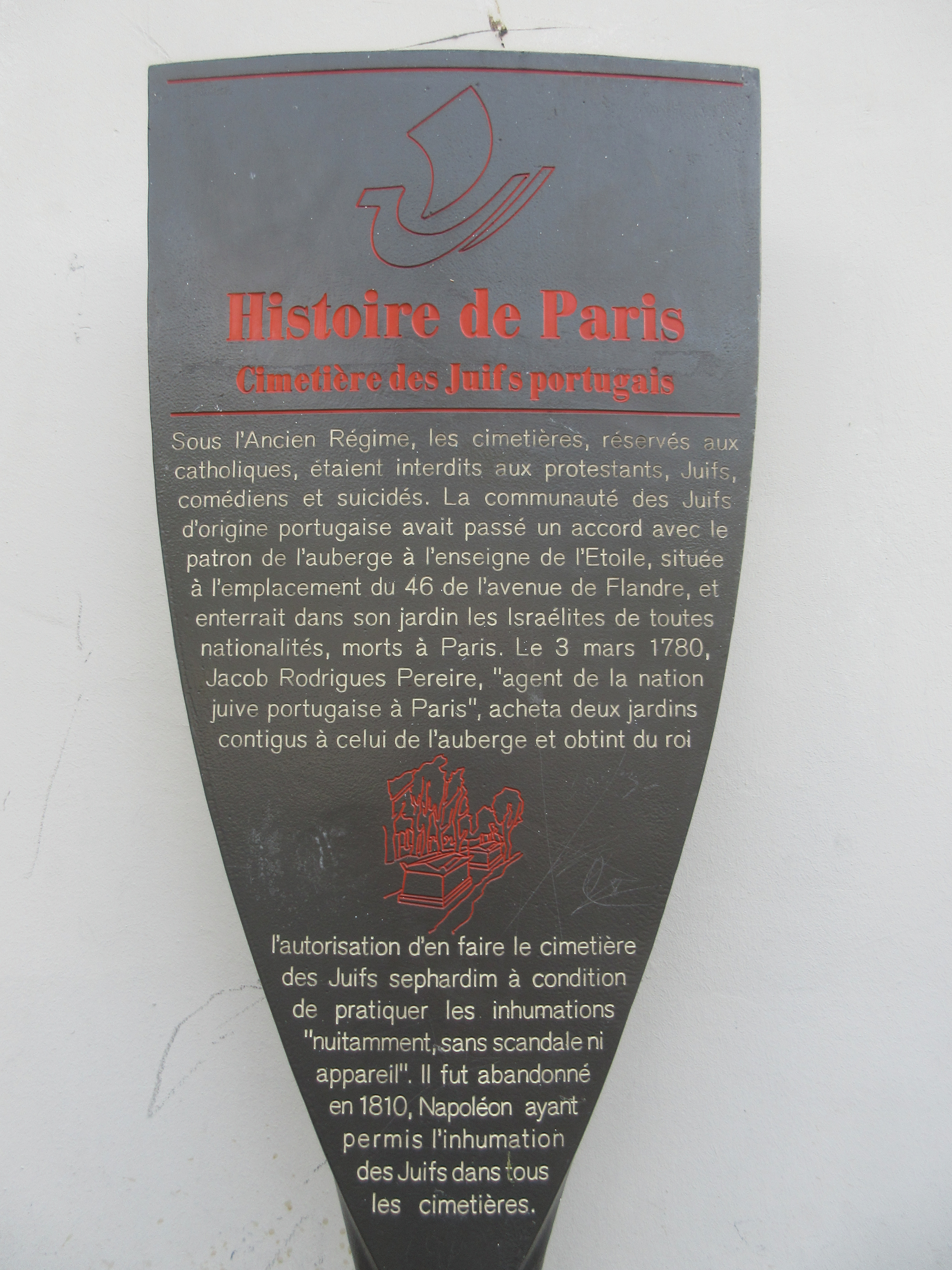
Panneau Histoire de Paris « Cimetière des Juifs portugais ».

Il manie parfaitement le portugais, le français, l’italien et l’hébreu. Il traduit en français plusieurs prières composées par le rabbin de Bordeaux pour des circonstances concernant la famille royale : maladie du roi, de la reine ou du dauphin. Les qualités de Pereire comme traducteur sont remarquées, et en 1765, il reçoit officiellement de Louis XV le titre de « Interprète de sa majesté pour les langues espagnole et portugaise ». On lui doit l’édition, en 1765 et 1776, de toutes les lettres patentes qui, depuis Henri Il jusqu’à Louis XVI, ont concerné et protégé les juifs portugais. 
Sur recommandation de La Condamine et Clairaut en avril 1759, pour ses travaux relatifs à la maîtrise de l'action du vent sur les vaisseaux, il est élu membre de la Société Royale de Londres le 24 janvier 1760. 
En outre, il crée en 1780, au 44 de la rue de Flandre, dans le 19e arrondissement de Paris (à l'époque la Villette), le premier cimetière pour les Juifs portugais. Il est l'un des premiers à y reposer avant son transfert à Montmartre en 1825 ou après.

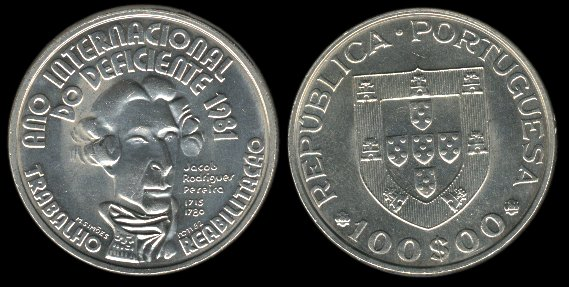
Monnaie portugaise de 1981 en l'honneur de l'orthophoniste Jacob Rodrigue Pereire ayant œuvré pour la réhabilitation des personnes déficientes auditives.

Une rue de Bordeaux porte son nom.

## Les deux premiers sourds éduqués par Pereire: Aaron Beaumarin et M. d’Azy d’Etavigny
Aaron Beaumarin, sourd-muet de naissance, né vers 1732, fut présenté à l’Académie de La Rochelle, début 1745. Afin de faire constater l’efficacité de sa méthode, Jacob Rodrigue Pereire fit dresser devant des notaires rochelais un acte constatant l’infirmité de naissance de son élève. Le second fit l’objet d’un Mémoire présenté à Paris, à l’Académie des sciences, à la séance le 11 juin 1749.